# Tonto Basin
Tonto Basin – jednostka osadnicza w Stanach Zjednoczonych, w stanie Arizona, w hrabstwie Gila.